# 랜디 트래비스
랜디 트래비스(Randy Travis, 1959년 5월 4일 ~ )는 미국의 싱어송라이터 및 배우이다.

## 영화 출연
- 블랙 독